# Ciclismo nos Jogos Pan-Americanos de 2023 - BMX corrida feminino
A prova do BMX corrida feminino do ciclismo nos Jogos Pan-Americanos de 2023 foi disputada em 21 e 22 de outubro de 2023 na Pista BMX, em Peñalolén. Um total de 17 ciclistas de 10 Comitês Olímpicos Nacionais (CON) participaram do evento.

## Calendário
Horário local (UTC−3).
| Data          | Hora  | Fase             |
| ------------- | ----- | ---------------- |
| 21 de outubro | 11:30 | Tomada de tempo  |
| 22 de outubro | 11:00 | Quartas de final |
| 22 de outubro | 12:48 | Semifinais       |
| 22 de outubro | 14:30 | Final            |

## Medalhistas
| Ouro   | COL Mariana Pajón  |
| Prata  | CAN Molly Simpson  |
| Bronze | COL Gabriela Bolle |

## Resultados

### Tomada de tempo
As competidoras realizam um descida individual cada, com os tempos de cada uma definido as baterias a partir das quartas de final.
| Pos. | Ciclista           | CON                                 | Tempo  |
| ---- | ------------------ | ----------------------------------- | ------ |
| 1    | Mariana Pajón      | COL Colômbia                        | 35.150 |
| 2    | Payton Ridenour    | USA Estados Unidos                  | 35.730 |
| 3    | Molly Simpson      | CAN Canadá                          | 35.880 |
| 4    | Gabriela Bolle     | COL Colômbia                        | 35.980 |
| 5    | Daleny Vaughn      | USA Estados Unidos                  | 36.180 |
| 6    | Paola Reis         | BRA Brasil                          | 36.600 |
| 7    | Doménica Azuero    | ECU Equador                         | 37.150 |
| 8    | Teigen Pascual     | CAN Canadá                          | 37.180 |
| 9    | Doménica Mora      | ECU Equador                         | 37.480 |
| 10   | Priscilla Carnaval | BRA Brasil                          | 37.810 |
| 11   | Shanayah Howell    | ARU Aruba                           | 37.900 |
| 12   | Rosario Aguilera   | CHI Chile                           | 38.590 |
| 13   | Rocío Pizarro      | CHI Chile                           | 40.620 |
| 14   | Andrea González    | EAI Equipe de Atletas Independentes | 41.310 |
| 15   | María Peinado      | BOL Bolívia                         | 42.310 |
| 16   | María Enriquez     | BOL Bolívia                         | 43.870 |
| 17   | Andrea Romero      | PAR Paraguai                        | 53.230 |

### Quartas de final
As competidores realizam três descidas, com a posição final em cada um delas sendo atribuída em pontos. As quatro primeiras de cada bateria com menos pontos acumulados avançam para as semifinais.
Bateria 1
| Pos. | Ciclista         | CON          | Corrida 1  | Corrida 2  | Corrida 3  | Total | Notas |
| ---- | ---------------- | ------------ | ---------- | ---------- | ---------- | ----- | ----- |
| 1    | Mariana Pajón    | COL Colômbia | 35.300 (1) | 35.500 (1) | 36.100 (1) | 3     | Q     |
| 2    | Paola Reis       | BRA Brasil   | 35.700 (2) | 36.700 (2) | 36.200 (2) | 6     | Q     |
| 3    | Doménica Azuero  | ECU Equador  | 36.900 (3) | 38.300 (3) | 38.900 (3) | 9     | Q     |
| 4    | Rosario Aguilera | CHI Chile    | 38.500 (4) | 39.400 (4) | 39.300 (4) | 12    | Q     |
| 5    | Rocío Pizarro    | CHI Chile    | 40.700 (5) | 40.300 (5) | 40.100 (5) | 15    |       |

Bateria 2
| Pos. | Ciclista        | CON                                 | Corrida 1  | Corrida 2  | Corrida 3  | Total | Notas |
| ---- | --------------- | ----------------------------------- | ---------- | ---------- | ---------- | ----- | ----- |
| 1    | Payton Ridenour | USA Estados Unidos                  | 36.300 (2) | 35.200 (1) | 35.500 (1) | 4     | Q     |
| 2    | Daleny Vaughn   | USA Estados Unidos                  | 36.000 (1) | 36.100 (2) | 36.000 (2) | 5     | Q     |
| 3    | Teigen Pascual  | CAN Canadá                          | 36.400 (3) | 38.300 (4) | 36.750 (3) | 10    | Q     |
| 4    | Shanayah Howell | ARU Aruba                           | 37.000 (4) | 36.800 (3) | 36.800 (4) | 11    | Q     |
| 5    | Andrea González | EAI Equipe de Atletas Independentes | 40.500 (5) | 40.400 (5) | 40.500 (5) | 15    |       |
| 6    | Andrea Romero   | PAR Paraguai                        | 54.500 (6) | 54.400 (6) | 53.300 (6) | 18    |       |

Bateria 3
| Pos. | Ciclista           | CON          | Corrida 1  | Corrida 2  | Corrida 3  | Total | Notas |
| ---- | ------------------ | ------------ | ---------- | ---------- | ---------- | ----- | ----- |
| 1    | Gabriela Bolle     | COL Colômbia | 34.500 (1) | 35.300 (1) | 36.100 (2) | 4     | Q     |
| 2    | Molly Simpson      | CAN Canadá   | 35.300 (2) | 35.600 (2) | 35.400 (1) | 5     | Q     |
| 3    | Doménica Mora      | ECU Equador  | 36.200 (3) | 36.700 (3) | 38.800 (3) | 9     | Q     |
| 4    | Priscilla Carnaval | BRA Brasil   | 37.400 (4) | 37.400 (4) | 40.200 (4) | 12    | Q     |
| 5    | María Peinado      | BOL Bolívia  | 37.900 (5) | 41.100 (5) | 41.500 (5) | 15    |       |
| 6    | María Enriquez     | BOL Bolívia  | 39.000 (6) | 42.000 (6) | 41.700 (6) | 18    |       |

### Semifinal
Como na fase anterior, as competidoras realizam três descidas, com a posição final em cada um delas sendo atribuída em pontos. As quatro primeiras de cada bateria com menos pontos acumulados avançam para a final.
Bateria 1
| Pos. | Ciclista        | CON                | Corrida 1  | Corrida 2  | Corrida 3  | Total | Notas |
| ---- | --------------- | ------------------ | ---------- | ---------- | ---------- | ----- | ----- |
| 1    | Mariana Pajón   | COL Colômbia       | 35.200 (1) | 35.700 (1) | 35.820 (1) | 3     | Q     |
| 2    | Daleny Vaughn   | USA Estados Unidos | 35.900 (3) | 35.900 (2) | 36.200 (3) | 8     | Q     |
| 3    | Molly Simpson   | CAN Canadá         | 35.400 (2) | 37.300 (5) | 35.850 (2) | 9     | Q     |
| 4    | Doménica Azuero | ECU Equador        | 36.600 (5) | 36.800 (4) | 36.500 (4) | 13    | Q     |
| 5    | Shanayah Howell | ARU Aruba          | 36.500 (4) | 37.500 (6) | 37.300 (5) | 15    |       |
| 6    | Doménica Mora   | ECU Equador        | 36.900 (6) | 36.200 (3) | 37.500 (6) | 15    |       |

Bateria 2
| Pos. | Ciclista           | CON                | Corrida 1  | Corrida 2  | Corrida 3  | Total | Notas |
| ---- | ------------------ | ------------------ | ---------- | ---------- | ---------- | ----- | ----- |
| 1    | Payton Ridenour    | USA Estados Unidos | 35.100 (1) | 35.100 (1) | 35.400 (2) | 4     | Q     |
| 2    | Gabriela Bolle     | COL Colômbia       | 37.000 (4) | 35.750 (2) | 35.100 (1) | 7     | Q     |
| 3    | Paola Reis         | BRA Brasil         | 35.900 (2) | 35.790 (3) | 36.300 (3) | 8     | Q     |
| 4    | Priscilla Carnaval | BRA Brasil         | 36.600 (3) | 36.200 (4) | 36.680 (5) | 12    | Q     |
| 5    | Teigen Pascual     | CAN Canadá         | 38.400 (5) | 37.000 (5) | 36.600 (4) | 14    |       |
| 6    | Rosario Aguilera   | CHI Chile          | 39.400 (6) | 38.800 (6) | 38.100 (6) | 18    |       |

### Final
Consiste de uma única descida, com as que cruzarem a linha de chegada nas primeiras colocações definindo as medalhistas.
| Pos.              | Ciclista           | CON                | Tempo  | Dif.    |
| ----------------- | ------------------ | ------------------ | ------ | ------- |
| Medalha de ouro   | Mariana Pajón      | COL Colômbia       | 34.400 |         |
| Medalha de prata  | Molly Simpson      | CAN Canadá         | 36.000 | +1.600  |
| Medalha de bronze | Gabriela Bolle     | COL Colômbia       | 36.500 | +2.100  |
| 4                 | Priscilla Carnaval | BRA Brasil         | 38.700 | +4.300  |
| 5                 | Payton Ridenour    | USA Estados Unidos | 39.800 | +5.400  |
| 6                 | Doménica Azuero    | ECU Equador        | 41.300 | +6.900  |
| 7                 | Daleny Vaughn      | USA Estados Unidos | 41.800 | +7.400  |
| 8                 | Paola Reis         | BRA Brasil         | 53.300 | +18.900 |